# Saint-Seurin-de-Prats
Saint-Seurin-de-Prats é uma comuna francesa na região administrativa da Nova Aquitânia, no departamento Dordonha. Estende-se por uma área de 5,58 km². Em 2010 a comuna tinha 501 habitantes (densidade: 89,8 hab./km²).